# Copa longespina
Copa longespina là một loài nhện trong họ Corinnidae.
Loài này thuộc chi Copa. Copa longespina được Eugène Simon miêu tả năm 1910.